# Kurt Johannes (Militär)

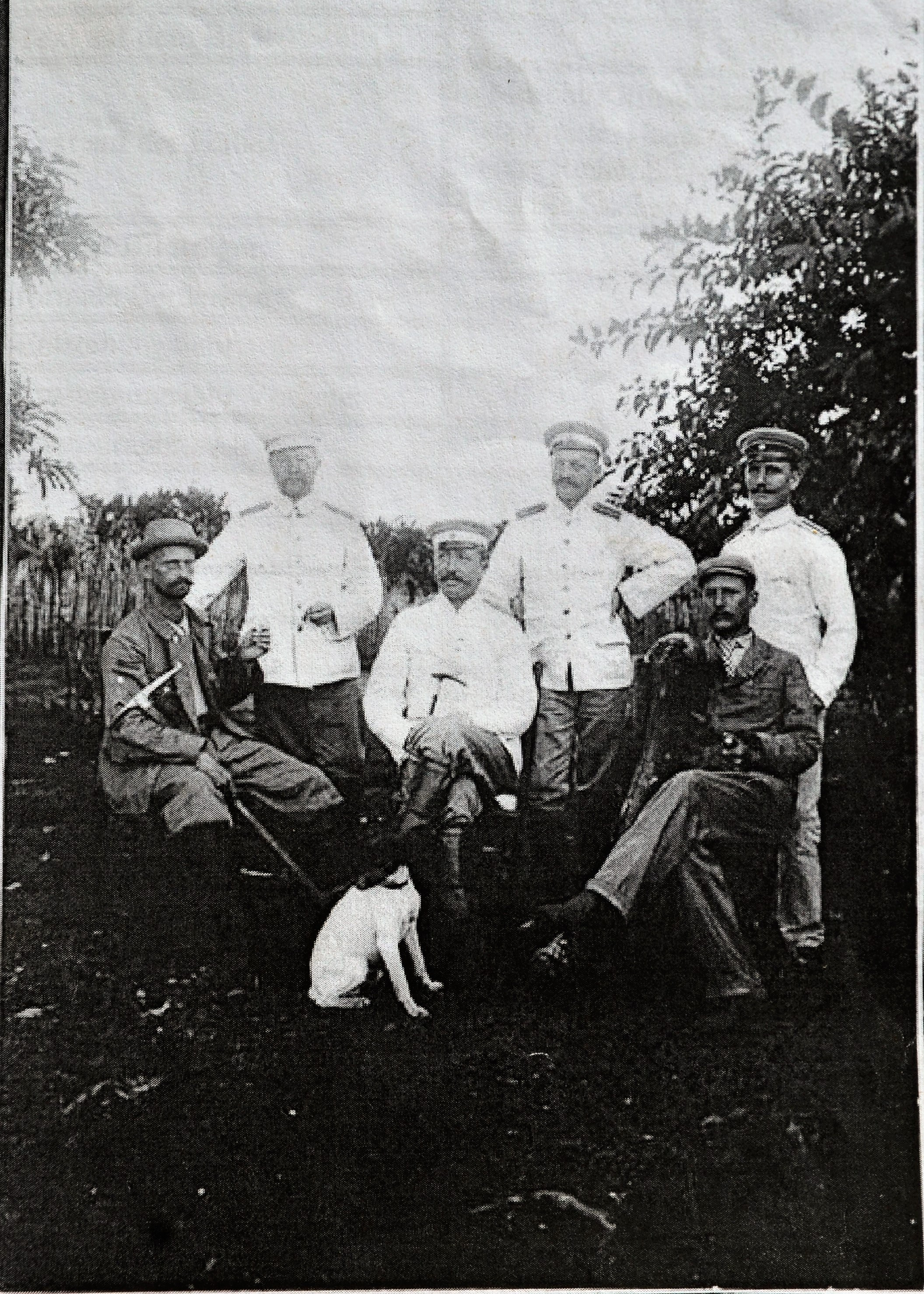
Kurt Johannes um 1890 in Moschi am Kilimandscharo (in der Mitte, sitzend)

Karl Kurt Ferdinand Johannes (* 6. Januar 1864 in Magdeburg; † 20. Juni 1913 in Charlottenburg) war ein preußischer Oberstleutnant und 24 Jahre lang Angehöriger der kaiserlichen Schutztruppe für Deutsch-Ostafrika.

## Leben
Johannes erhielt seine Erziehung im Kadettenkorps und trat 1883 in das 8. Brandenburgische Infanterie-Regiment Nr. 64 (Prinz Friedrich Carl von Preußen) der Preußischen Armee ein. Mitte September 1884 avancierte er zum Sekondeleutnant und Mitte August 1886 folgte seine Versetzung in das 5. Brandenburgische Infanterie-Regiment Nr. 48. Mit der Gründung der sogenannten Wissmann-Truppe 1889 trat in den Vorläufer der Schutztruppe für Deutsch-Ostafrika ein. In der Unterdrückung des Aufstands der Küstenbevölkerung von 1888 bis 1890 nahm er an zahlreichen Kämpfen teil. Wissmann übertrug ihm das Kommando der Station Pangani. Nachfolgend war er, seit 1896 Hauptmann, bis 1901 Kompagnieführer und Bezirkschef in der Region am Kilimandscharo. Mit dem Zahlmeister Otto Körner bestieg er im Oktober 1898 das Kilimandscharo-Massiv und erreichte den Kibo. Johannes nahm an einer „Strafexpedition“ gegen Arusha teil und leitete die Hinrichtung des Chagga-Oberhauptes Mangi Meli, dessen Schädel als verschollen gilt. Da man die Hinrichtung später als Fehler ansah, wurde Johannes von seiner Verantwortung entbunden.
Als aktiver Offizier der Schutztruppe – später Mitglied des Stabes – wurde er auch in anderen Regionen Deutsch-Ostafrikas militärisch eingesetzt. Dazu zählt die Leitung von Expeditionskorps gegen den Maji-Maji-Aufstand im Süden der Kolonie und nach Ruanda.
Für sein Wirken erhielt er Ende August 1903 die Krone zum Roten Adlerorden IV. Klasse mit Schwertern und nachdem er mit Patent vom 10. April 1906 zum Major aufgestiegen war, wurde Johannes im Juni 1906 mit dem Kronen-Orden III. Klasse mit Schwertern am zweimal schwarz- und dreimal weißgestreifenden Bande ausgezeichnet. Am 1. Oktober 1912 folgte seine Beförderung zum Oberstleutnant.
Johannes starb 1913 an den Folgen einer Krankheit, die er sich in Afrika zugezogen hatte. Er wurde auf dem Berliner Invalidenfriedhof beigesetzt. Sein Grab ist nicht mehr erkennbar (Stand 2004).

## Familie
Johannes war der Sohn des preußischen Generalmajors Hugo Johannes (1831–1907). Er hatte eine Schwester, Leonie Soltmann. Er war verheiratet mit Amely Johannes (geb. Weinert), die er 1895 während eines Heimaturlaubes ehelichte.

## Historische Ehrungen

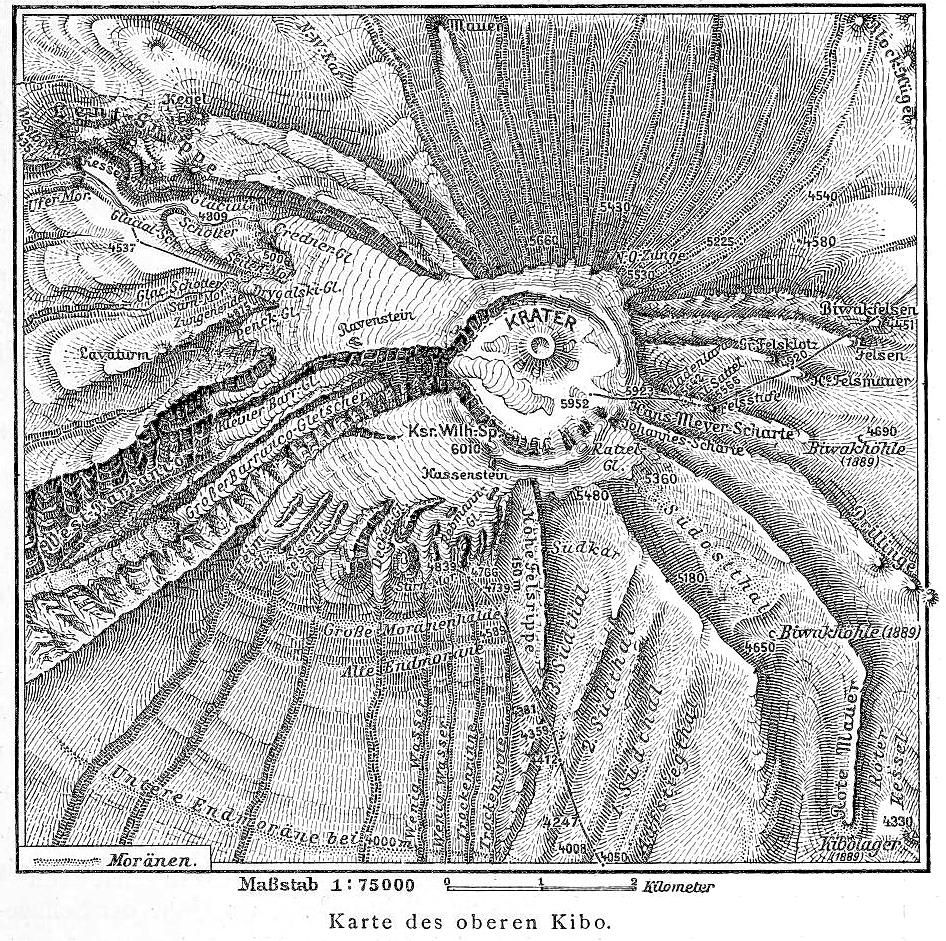
Die Johannes-Scharte rechts des Kibo-Kraters.

Die Scharte am Kibo, auf der er 1898 den Kraterrand erreichte, wurde ihm zu Ehren Johannes-Scharte genannt.